# Mary y Eliza Chulkhurst

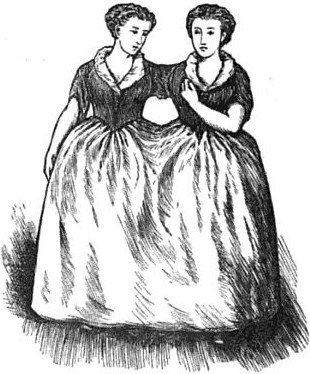
Un dibujo de 1869 representa a las Doncellas de Biddenden.

Mary y Eliza Chulkhurst (o Chalkhurst), comúnmente conocidas como las doncellas de Biddenden, fueron unas siamesas inglesas presuntamente nacidas en Biddenden, Kent, en el año 1100. Habrían estado unidas por un hombro y la cadera y habrían vivido 34 años. Se afirma que, tras su muerte, legaron cinco parcelas de tierra al pueblo, conocidas como las «tierras de pan y queso». Las rentas de estas tierras fueron usadas para pagar un subsidio anual de alimentos y bebidas para los pobres en cada Pascua. Por lo menos desde 1775, el subsidio ha incluido los denominados pasteles de Biddenden, galletas duras ilustradas con una imagen de las siamesas. 
Aunque se conoce que la distribución anual de comida y bebida tuvo lugar desde por lo menos 1605, no existe registro alguno de la historia de las hermanas antes de 1770. Los documentos contemporáneos muestran que el nombre de las hermanas no era conocido y los primeros dibujos de los pasteles de Biddenden no proporcionan los nombres de las hermanas; no será hasta inicios del siglo XIX cuando los nombres de «Mary y Eliza Chulckhurst» fueron utilizados por primera vez.
El historiador Edward Hasted desestimó la historia de las hermanas Chulkhurst como un mito popular, al sostener que la imagen del pastel representaba originalmente a dos mujeres pobres y que la historia de las siamesas era «una tradición vulgar» inventada para dar cuenta de ella, mientras que el historiador Robert Chambers admite que la leyenda podría ser cierta, pero creía que era poco probable que lo fuera. Durante la mayor parte del siglo XIX, se llevó a cabo poca investigación sobre los orígenes de la leyenda. A pesar de las dudas expresadas por los historiadores, en el siglo XIX la leyenda se hizo cada vez más popular y, cada Pascua, el pueblo de Biddenden se llenaba de ruidosos visitantes. A fines del siglo XIX, algunos historiadores investigaron los orígenes de la leyenda. Entonces, se sugirió que verdaderamente habían existido, pero que habían estado unidas solo por la cadera, en lugar de la cadera y el hombro, pues para caminar se pasarían el brazo por el hombro respectivo, y que habrían vivido en el siglo XIX en vez del siglo XII.
En 1907, las «tierras de pan y queso» se vendieron para viviendas y el ingreso resultante permitió que el subsidio anual se expandiera considerablemente, al proveer queso, pan y té a las viudas y pensionistas de Biddenden cada Pascua, así como pagos en efectivo en Navidad. Los pasteles de Biddenden siguen siendo donados a los pobres de Biddenden cada Pascua y son vendidos como souvenirs a los visitantes.

## Leyenda
Según la tradición, Mary y Eliza Chulkhurst, o Chalkhurst, nacieron de padres relativamente ricos en Biddenden, Kent, en el año 1100. Se decía que la pareja estaba unida tanto por el hombro como por la cadera. Crecieron unidas y se afirma que tenían «peleas frecuentes que, algunas veces, terminaban a golpes». A la edad de 34 años, Mary Chulkhurst falleció repentinamente. Los médicos propusieron separar a la todavía viva Eliza del cuerpo de su hermana, pero aquella se negó al decir que «así como vinimos juntas, también nos iremos juntas» y falleció seis horas después. En su testamento, las hermanas dejaron cinco parcelas de tierra en el área de Biddenden que comprendían alrededor de 20 acres (8,1 hectáreas) en total para la iglesia local, con la renta de estas tierras (al parecer habrían sido 6 guineas anuales al momento de su muerte) para proveer un subsidio anual de pan, queso y cerveza para los pobres durante cada Pascua. A partir de entonces, las tierras iban a ser conocidas como las «tierras de pan y queso».

## Historia

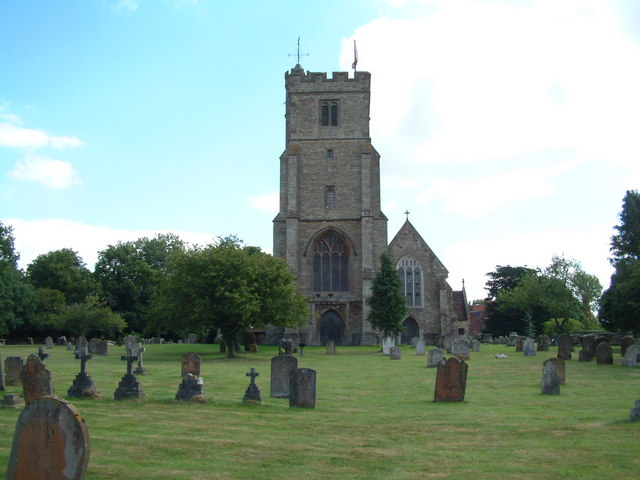
Iglesia de Biddenden.

Los sacristanes de Biddenden siguen manteniendo la subvención anual de las «tierras de pan y queso». En 1605, se registra la costumbre de que «en ese día [Pascua] nuestro párroco da pan, queso, pasteles y diversos barriles de cerveza a los feligreses, que habían sido llevados y elaborados allí». Esta costumbre habría sido suspendida según el relato tras una visita de Charles Fotherby, archidiácono de Canterbury, pues las ceremonias previas habrían sido realizadas con «mucho desorden a causa de algunos revoltosos, que en ese momento no podemos detener con facilidad». En 1645, el rector William Horner reclamó que las «tierras de pan y queso» eran gleba (tierra destinada al uso del párroco) e intentó tomar control de las tierras. El caso de las «tierras de pan y queso» fue llevado ante el Committee for Plundered Ministers, que falló a favor de la caridad en 1649. Horner llevó el caso ante el Tribunal de Hacienda en 1656, pero nuevamente sin éxito y la caridad siguió poseyendo las tierras y operando el subsidio anual en Pascua. Declaraciones de testigos para estos casos mencionan que las tierras habían sido donadas por dos mujeres «que crecieron juntas en sus cuerpos», pero no dieron ningún nombre para las hermanas.
En 1681, el «desorden e indecencia» del subsidio anual llevó a la amenaza de intervención por parte del Arzobispo de Canterbury. La distribución de la subvención dejó de ser repartida al interior de la iglesia y, desde entonces, tuvo lugar en el pórtico de la iglesia.
En 1770, se registró que el subsidio anual tuvo lugar inmediatamente después del servicio de la tarde en Pascua. La renta anual de las tierras de pan y queso había aumentado a 20 guineas (alrededor de £ 2300 al 2010) y gran cantidad de comida era distribuida cada año. Para esta época, además del pan, queso y cerveza, se lanzaba desde el techo de la iglesia rollos de pan duro conocidos como «pasteles de Biddenden», modelados con una imagen de las hermanas. Los pasteles de Biddenden eran planos, duros y hechos de harina y agua; eran descritos como «de ninguna manera tentadores». Un escritor de 1860 describió a uno de ellos como «una placa de galletas».